# Anomiopus impartectus
Anomiopus impartectus là một loài bọ cánh cứng trong họ Bọ hung (Scarabaeidae).